# Johannes Gremper (Humanist)
 Johannes Gremper (* 15. Jahrhundert in Rheinfelden; † nach 1519) war ein Wiener Humanist und Handschriften- und Büchersammler.

## Leben
1501 wurde einem Johannes Gremper aus Rheinfelden an der Wiener Universität der Zugang zur Baccalaureusprüfung verweigert. Man warf ihm vor, Novizen gehänselt und eine Prügelei angezettelt zu haben. Etwa ab 1508 freundete sich Johannes Gremper mit Johannes Cuspinian, der an der Wiener Universität eine Professur angetreten hatte, an und wurde in den kommenden Jahren als dessen Sekretär und Vertreter tätig. Johannes Gremper scheint über beachtliche eigene finanzielle Mittel verfügt zu haben, da er wertvolle Bücher und Manuskripte erwarb, die er mit seinem Besitzvermerk versah. Der bedeutendste Erwerb Grempers war 1513 die Philostratos-Handschrift aus der Bibliotheca Corviniana, die er nach langen Verhandlungen mit König Wladislaw II. erhielt. Die Handschrift überließ Gremper wenig später Cuspinian zur Herausgabe. Gremper vermachte auch seine übrigen Bücher, Handschriften und Sammelobjekte Cuspinian. Umgekehrt sind keine Gaben Cuspinians an Gremper belegt. Damit stellt sich die Frage, ob Gremper, der als Sekretär Cuspinians gilt, nicht eher als Freund und Mentor anzusehen ist. Johannes Gremper ist nach 1519 nicht mehr belegbar.

## Von Johannes Gremper edierte Texte
- Theophrastus: De caracteribus. Wien 1517 (Digitalisat).
- Gregor von Nyssa: De vitae perfectione sive vita Moysi. Wien 1517 (Digitalisat).